# Stanislaw Brankatschk
Stanislaw Brankatschk (* 1954) ist ein deutscher Schauspieler und Theaterregisseur.

## Leben
Stanislaw Brankatschk ist sorbischer Herkunft, studierte von 1976 bis 1980 an der Theaterhochschule Leipzig und hatte von 1980 bis 1984 ein erstes Engagement am Deutsch-Sorbischen Volkstheater in Bautzen. Seit 1984 gehört er dem Ensemble des neuen theater Halle an. Hier spielte er in bekannten Stücken wie Faust von Johann Wolfgang von Goethe, Friedrich Schillers Drama Die Jungfrau von Orleans, Der Hauptmann von Köpenick von Carl Zuckmayer oder Molières Der eingebildete Kranke. Gastweise wirkte Brankatschk auch im Opernhaus Halle.
Daneben arbeitet Brankatschk auch als Regisseur und inszenierte am Leipziger Theater fact und am Sorbischen National-Ensemble.
1981 stand Brankatschk zum ersten Mal in dem DEFA-Spielfilm Die Stunde der Töchter vor der Kamera. Nebenrollen hatte er in Go Trabi Go und der Fortsetzung Go Trabi Go 2 – Das war der wilde Osten. Bis gegen Ende der 2000er-Jahre sah man Brankatschk ferner in einigen Tatort- und Polizeiruf-110-Folgen.

## Filmografie
- 1981: Die Stunde der Töchter
- 1984: Front ohne Gnade
- 1986: Rabenvater
- 1988: Melanios letzte Liebe
- 1989: Vera – Der schwere Weg der Erkenntnis
- 1991: Go Trabi Go
- 1992: Go Trabi Go 2 – Das war der wilde Osten
- 1995: Polizeiruf 110 – Grawes letzter Fall
- 1999: In aller Freundschaft – Zahltag
- 2000: Tatort – Einsatz in Leipzig
- 2000: In aller Freundschaft – Im letzten Moment
- 2001: Tatort – Verhängnisvolle Begierde
- 2003: Tatort – Atlantis
- 2007: Polizeiruf 110 – Verstoßen
- 2008: Tierärztin Dr. Mertens – Leichtsinn
- 2008: Tierärztin Dr. Mertens – Der verlorene Sohn